# Чорисо

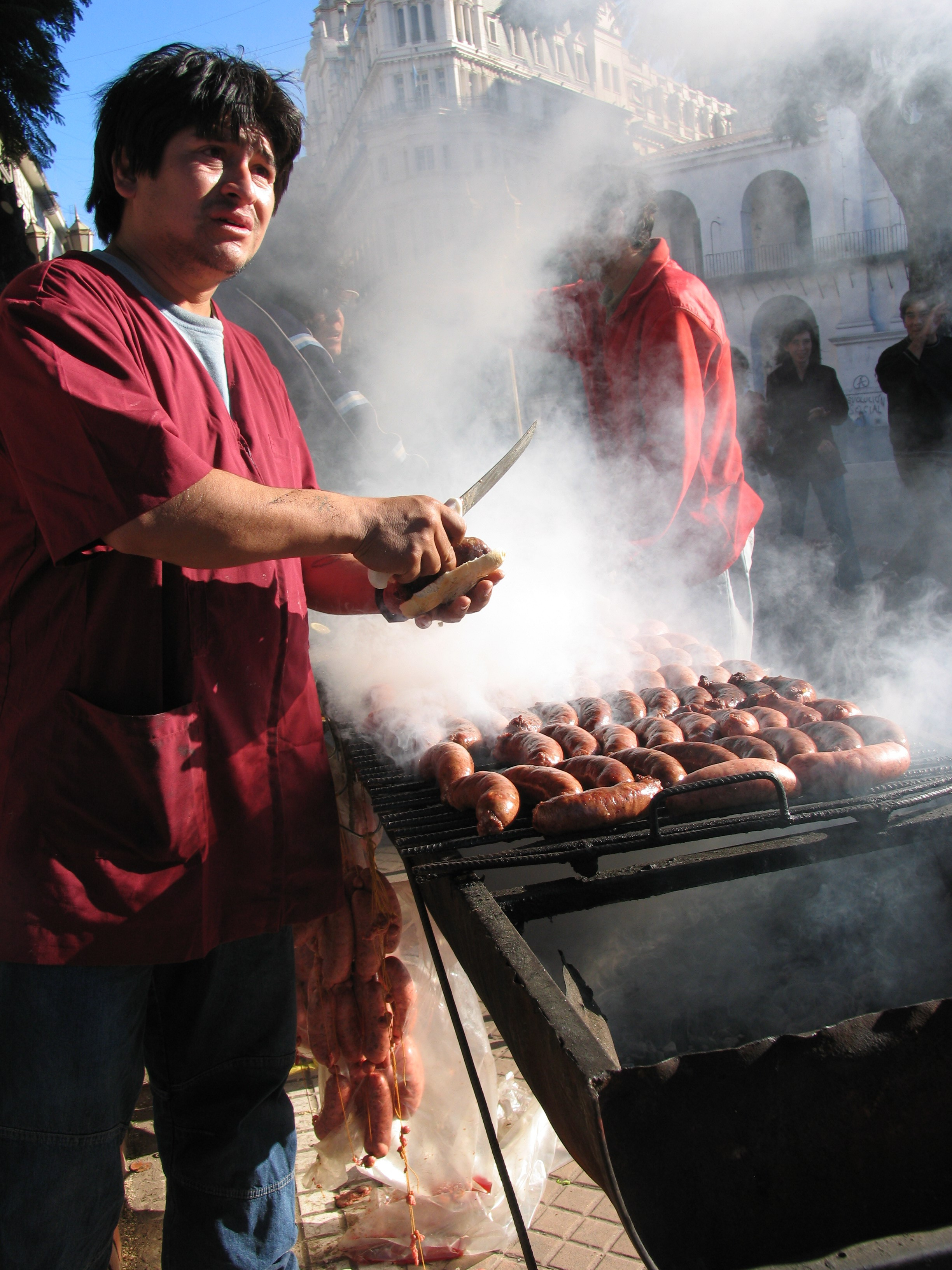
Продавець біля ятки з чорисо на площі 1 травня у Буенос-Айресі, Аргентина

Чори́со, (ісп. chorizo, порт. chouriço) — страва, що походить з іспанської кухні, а також поширена у латиноамериканських і португальській кухнях, ковбаски зі свинини зі спеціями. Ковбаски мають специфічний різкий запах і смак, а також характерний червоний колір. Мають багато регіональних варіацій. Серед багатьох видів чорисо найпопулярнішими є chorizos con chili або chorizos con pimiento, тобто ковбаски з червоним перцем (паприкою).
Вважається, що страва з'явилася в Іспанії у XVI ст. після того, як з Америки було завезено червоний перець. Звідти вона розповсюдилася іншими країнам Європи та Латинської Америки. Страва стала невід'ємною частиною кухонь латиноамериканців. Найбільшої популярності зажили чорисо аргентинські та мексиканські (інша назва — карибські). Останні так дуже поширені, що навіть експортуються до США, де живе і працює багато мексиканських емігрантів.
З чорисо готуються інші страви. Скажімо, в Мексиці традиційним наїдком є чорисо з яйцями (ісп. chorizos con huevos) — щось на кшталт яєчні з ковбасою.
Іберійський чорисо їдять нарізаним на бутерброди, на грилі, смажать або тушкують у рідині, включаючи яблучний сидр або міцні алкогольні напої, такі як агуардієнте. Його також використовують як часткову заміну яловичого або свинячого фаршу.